# Daniel Schröteler
Daniel Schröteler (* 17. August 1974 in Düren) ist ein deutscher Jazz-Schlagzeuger.

## Leben und Wirken
Schröteler, der mit fünf Jahren eine erste Trommel geschenkt bekam, studierte von 1990 bis 1997 Jazz an der Hogeschool voor de Kunsten (Hochschule der Künste) in Arnheim. Ab 2000 unterrichtete er an der Johannes-Gutenberg-Universität in Mainz Schlagzeug und Rhythmik, 2002 bis 2003 unterrichtete er auch in Arnheim. Seit 2003 wirkt er als freischaffender Musiker.
Schröteler ist Mitglied verschiedener Bands, so des Christian-Weidner-Trios, des Henning-Berg-Quartetts, des Werner-Neumann-Quartetts, des Matthias-Haus-Ensembles und der Gruppen Supdiver (mit Niels Klein, Frank Wingold und Dietmar Fuhr), TITZ (von Christoph Titz) und Talking Jazz (mit Till Brönner, Dieter Ilg, Charlie Mariano und Martin Sasse). Daneben arbeitete er auch im Duo mit Antonis Anissegos, mit Hayden Chisholms The Inflictor und mit Marla Glen. Mit Philipp Gropper, Philip Zoubek und Petter Eldh bildete er die Band Tau. Seit 2016 gehört er zu Tobias Christls Wildern.
Er trat bei Jazzfestivals in Deutschland (u. a. Leverkusener Jazztage und Moers Festival), in Maastricht, Bilbao und Benoni (Südafrika) auf und unternahm im Auftrag des Goethe-Instituts Tourneen durch die Niederlande, Spanien und Afrika.

## Diskographische Hinweise
- Henning Berg Minnola (JazzHausMusik 2003, mit Christian Ramond, Hendrik Soll)
- Eda Zari Statement (2003, mit Dietmar Fuhr, Vladimir Gica, Mark Joggerst, Martin Gjakonovski, Rhani Krija)
- Christoph Titz Titz Magic (2004)
- Christian Weidner Choral mit Antonio Palesano (Pirouet Records 2004)
- Roger Hanschels Heavy Rotation Vin (Jazzsick Records 2009)
- Stefan Schultze - Large Ensemble Erratic Wish Machine (WhyPlayJazz 2015, mit Wu Wei, Heiner Wiberny, Charlotte Greve, Stefan Karl Schmid, Peter Ehwald, Heiko Bidmon, Benny Brown & Felix Meyer, Florian Menzel, Volker Deglmann, John-Dennis Renken, Simon Harrer, Janning Trumann, Tim Hepburn, Martin Schulte, Jan Schreiner, Jürgen Friedrich, Matthias Akeo Nowak)